# 1827 aux échecs
| Années des échecs : 1824 - 1825 - 1826 - 1827 - 1828 - 1829 - 1830    |
| Décennies des échecs : 1790 - 1800 - 1810 - 1820 - 1830 - 1840 - 1850 |

Cet article présente les faits marquants de l'année 1827 aux échecs.

## Événements majeurs
- Création d’un premier club d’échecs à Philadelphie, conséquence de l’engouement suscité par le passage du Turc mécanique. Le club fermera quelques années plus tard, par manque de joueurs[1].
- Création du club d’échecs berlinois, le Berliner Schachgesellschaft[1].

## Divers
- Tournée du Turc mécanique à Philadelphie (février), puis à Baltimore (avril)[1].
- Création du Walker Chess-player, automate jouant apparemment aux échecs, par les frères Walker[1].

## Naissances
- 30 mai : John Brown, problémiste anglais[1].
- 3 août : Sergueï Ouroussov, prince russe, un des plus forts joueurs d’échecs de son époque, dans l’empire russe[1].
- 22 août : Antonin Novotny, avocat à Brno, compositeur de problèmes, auteur du thème Novotny[1].